# Наддністрянський говір

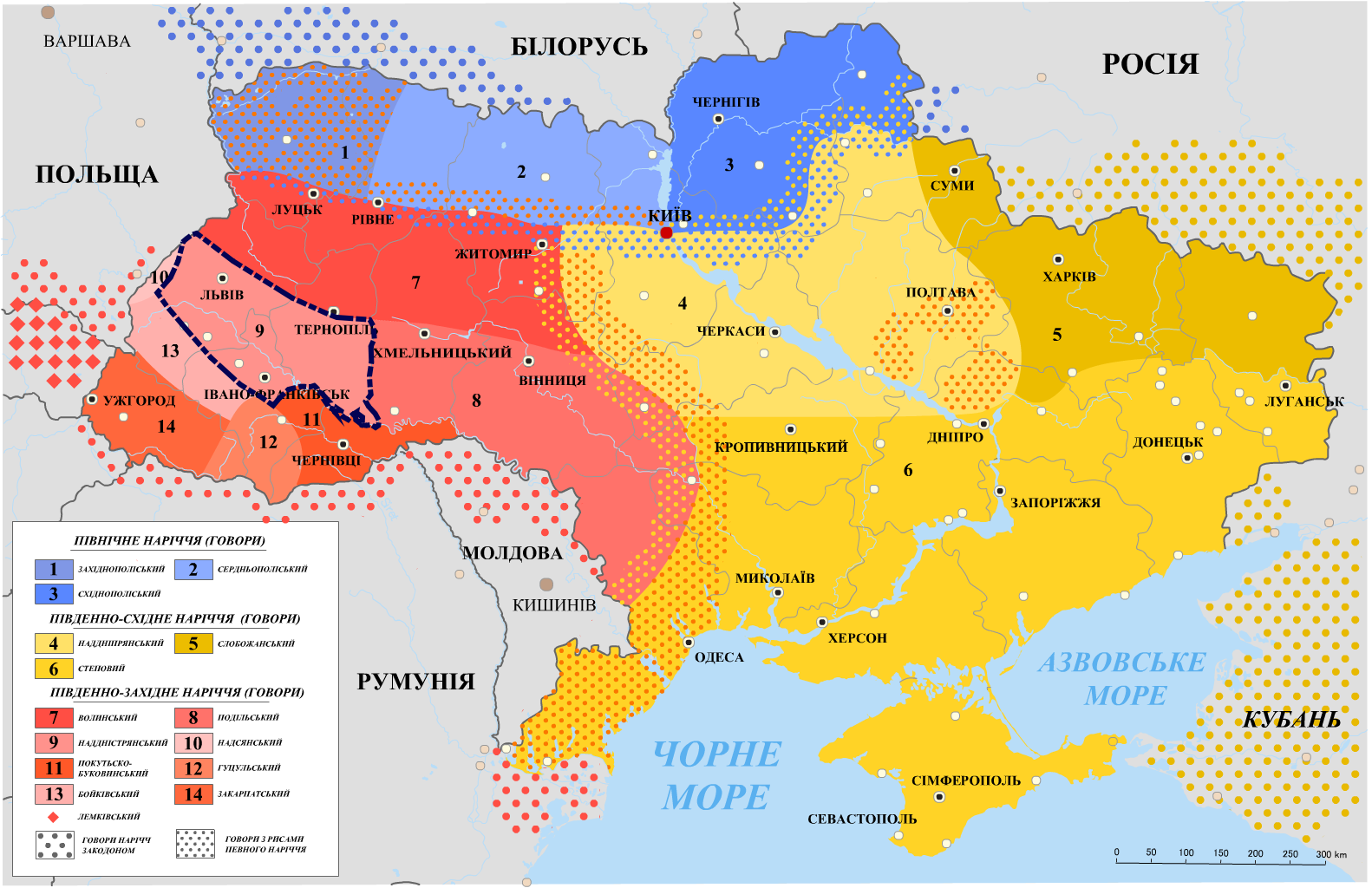
Поширення наддністрянського говору на мапі говорів і наріч української мови

Наддністря́нський го́вір украї́нської мо́ви, також опі́льський го́вір, га́лицький го́вір — один з архаїчних говорів галицько-буковинської групи південно-західного наріччя української мови. Поширений у верхів'ї річки Дністер (Львівська, Івано-Франківська і Тернопільська області), окремі наддністрянські говірки функціонують на території сучасної Польщі.
Значною мірою накладається на історичну територію Східної Галичини. Межа наддністрянських говірок проходить приблизно по лінії міст: Хирів-Болехів-Долина-Перегінське-Тлумач-Заліщики-Скала-Подільська-Тернопіль-Золочів-Рава-Руська-Яворів-Мостиська-Хирів. Ці говірки межують із надсянськими на заході, бойківськими і покутсько-буковинськими на півдні, подільськими на сході й південно-волинськими на півночі.
Українські діалектологи наголошують на тому, що наддністрянський дуже вплинув на сусідні діалекти. Зокрема Михайло Лесів зазначає, що «наддністрянські говірки, які інколи називалися опільськими, становлять головний, центральний масив південно-західного діалекту української мови». Наддністрянський говір ліг в основу південно-західного (т. зв. західно-українського або ж галицького) варіанта української літературної мови, його риси широко відбиті у мові художньої літератури, фольклору.

## Поширення й межі
Ареал наддністрянського діалекту (враховуючи також пасма перехідних говірок) з погляду адміністративно-територіального поділу України складають:
- чотирнадцять районів Львівської області:
  - Жовківський, Жидачівський, Золочівський, Перемишлянський, Городоцький, Пустомитівський, Миколаївський, Стрийський, південні частини Сокальського й Кам'янка-Бузького, західна частина Буського, північна частина Самбірського, північно-східна частина Дрогобицького, східна частина Яворівського;
- чотирнадцять районів Тернопільської області:
  - Чортківський, Борщівський, Бережанський, Козівський, Підгаєцький, Тернопільський, Теребовлянський, Гусятинський, Монастириський, Бучацький, Заліщицький, південні частини Зборівського, Збаразького і Підволочиського;
- дев'ять районів Івано-Франківської області:
  - Рогатинський, Галицький, Калуський, Тлумацький, Тисменицький, північні частини Долинського, Рожнятівського, Богородчанського, Надвірнянського.

Окрім того, наддністрянський говір поширений також на території кількох повітів Польщі. Межі смуги наддністрянського діалекту, яка врізається в мовну територію польської мови, можна окреслити так: від річки Смолинки на півдні — до річки Річиці на півночі. Межі між наддністрянськими говірками і надсянськими на півдні та на заході і з волинськими на півночі доволі нечіткі. Це територія північно-західної частини Підкарпатського воєводства (околиці Горинця, Чесанова, Верхрати, Нароля) та південно-західна частина Люблінського воєводства (околиці Корнів, Гребенного, Любичі, Белжця і на південний схід від м. Томашова Любельського, в тому числі околиці Вербиці, Махнова аж до р. Річиці — це північні межі наддністрянських говірок на території сучасної Польщі. Отож сюди належать села, розташовані в сучасних ґмінах Горинець, Чесанів і Наріль Підкарпатського воєводства та на території ґміни Любича-Королівська, Ярчів і частково Вільгівок Люблінського воєводства.

### Межі з надсянським говором
Ізоглоси II-го тому «Атласу української мови» (АУМ) свідчать про те, що на заході межа наддністрянського говору проходить умовною лінією через такі населені пункти: Немирів — Яворів — Мостиська — Добромиль і поєднує його з надсянськими говірками.
Наддністрянський говір від надсянського відмежовується ізоглосами явищ (першими при протиставленні подаються риси наддністрянського говору, другими — надсянського):
- голосний звук на місці давнього ы після губних приголосних: и (бик, миш, ви, ми) — ы, що зберігає давню вимову, відмінну від и (бык, мыш, вы, мы) і и (бик, миш, ви, ми)[7];
- вимова кореневого голосного в дієслівній формі було: була — была і била[7];
- вимова звукосполучення ги: гинути, вороги, плуги — гінути, ворогі, плугі[8];
- голосні звуки о або е після шиплячих приголосних: шестий, вчера — шостий, вчора[9];
- звукова будова іменника парубок: парубок — парібок;
- звукова будова іменника брови: брови — бриви;
- звукова будова іменника комір: комнір — комір;
- звукова будова слів дзвін, дзвінкий: дзвін, дзвінкий — звін, звінкий;
- звукова будова дієслівної форми квітує: цвите — квітне і квіне (про жито);
- форма орудного відмінка однини іменників і займенників жіночого роду: головою, землею, солею, тою, нею і головов, землев, солев, тов, нев — головом, землем, солем, том, нем;
- форма давального відмінка однини іменників IV відміни з суфіксом -ат- (-ят-): лошєту, телєту і лошєтю, телєтю — лошаті, теляті;
- форма називного відмінка множини іменників II відміни чоловічого роду з основою на приголосні к, х: вовки, парубки, співаки, пастухи — вовкі, парубкі, співакі, пастухі;
- форма називного відмінка однини прикметників середнього роду: богате, довге — богатоє, довгоє;
- форма називного відмінка множини прикметників: добрі, файні — добриї, файниї;
- форма називного відмінка множини присвійних прикметників: материні, батькові — материни, батькови;
- частка хай: най і ней — няй і ней;
- вживання слів:
  - на позначення обичайки в ситі: обичайка — каблук і облук;
  - рубля до воза: рубель — павус[10];
  - весни: весна — яр;
  - райдуги: дуга і веселка — смуга[11];
  - райкають (про жаб): райкают і рихкают — рехкают[12].

### Межі з бойківським говором
Межа між наддністрянським і бойківським говорами проходить трохи південніше від лінії, що проходить через населені пункти: Добромиль — Старий Самбір — Борислав — Болехів — Долина — Надвірна.
Наддністрянський говір від бойківського відмежовується ізоглосами явищ (першими при протиставленні подаються риси наддністрянського говору, другими — бойківські):
- вимова голосного звука на місці наголошеного ятя після губних приголосних: вира, звир і вєра, звєр — віра, звір;
- наявність приставного голосного в дієслові іржати: ржати і иржати — иржати[14];
- голосний звук на місці давнього наголошеного носового ę після передньоязикових приголосних: вз'єти, дєкувати, тєшко і взьити, дьикувати, тьишко — взяти, дякувати, тяшко[15];
- голосний звук на місці давнього ненаголошеного носового ę після передньоязикових приголосних: десіть, місіць — десять, місяць[16];
- голосний звук на місці давнього наголошеного носового ę після шиплячих приголосних: щістє, щєстє і щістє — щастя[17];
- голосний звук на місці давнього носового ę після приголосного р: запрєжу і запрьижу — запряжу[18];
- голосний звук на місці давнього ненаголошеного носового ę в іменнику пам'ять: памніть, пам'єть, памнєть і памнить, памньить — памнять, пам'ять;
- голосний звук на місці давнього ненаголошеного носового ę в числівнику дев'ять: дев'їть — дев'ять;
- голосний звук на місці давнього носового ę в кінцевому наголошеному складі: ягнє і ягньи — ягня;
- голосний звук на місці а в кінцевому відкритому складі після шиплячих: сажі, сажє і сажьи — сажа;
- звукова будова іменника сльоза: сльоза — слиза;
- твердий або м'який приголосний р в кінці слів: звір, косар, гончар, вівчар — звірь, косарь, гончарь, вівчарь;
- голосний звук у закінченні називного відмінка однини іменників І відміни м'якої групи: фасолі, фасолє і фасольи — фасоля;
- голосний звук у закінченні називного відмінка однини іменників середнього роду типу насіння: насіні, каміні, пірі, подвір'ї; насінє, камінє, пірє, подвірє і насіньи, каміньи, пірьи, подвірьи — насіня, каміня, піря, подвіря;
- форми називного і давального відмінків збірного іменника браття: браті і братьи — братя; братьом — братім;
- форма орудного відмінка множини іменника гість: гостєма і гостіма — го́стями і гостя́ми;
- форма називного відмінка числівника дев'яносто: дев'їдесєт і девідесєт — дев'ядесят і девядесят;
- форма 1-ї особи множини дієслів теперішнього часу: робим, ходим, несем і робимо, ходимо, несемо — робиме, ходиме, несеме і робимо, ходимо, несемо;
- частка ся: сі — ся;
- словосполучення типу вищий від батька: вищий від батька; вищий ніж батько і вищий як батько — вищий від батька;
- словосполучення іти додому: іти додому — іти домів і іти додому;
- вживання слів на позначення:
  - рубля до воза: рубель — павус, паус і павз[10]
  - грудей коня: перса, перста і грудниця — груди і грудниця[19];
  - ловити: ловити і лапати — їмати і ловити[20].

### Межі з гуцульським говором
Приблизно лінією Надвірна — Коломия наддністрянський діалект межує з гуцульськими говірками. Ю. Гошко, наводячи межу між наддністрянським і гуцульським говорами, продовжує її від Перегінська через Надвірну і далі до Коломиї. Наддністрянський говір від гуцульського відділяється особливостями (першими подаються риси наддністрянського говору, другими — гуцульського):
- голосний звук на місці давнього ятя в іменнику відро: видро — відро і видро[22];
- голосний звук на місці давнього е в іменнику попіл: попіл — попил і попіл;
- форма 1-ї особи однини теперішнього часу дієслів II дієвідміни: хо'джу, буджу, си́джу і сиджу́ — хожу, бужу, си́жу і сижу́;
- форма 1-ї особи множини теперішнього часу дієслів II дієвідміни: ходим, робим і ходимо, робимо — ходимо, робимо;
- вживання слів на позначення:
  - окрайця хліба: окраєц і цілушка — окроєц[23];
  - яструба: ястріб і яструб — половик і яструб[24];
  - вигуків, якими відганяють коней: а-куш — вйо, вє[25];
  - вигуків, якими кличуть овець: бир-бир — тпр-тпр[26];
  - вигуків, якими кличуть свиней: куць-куць і кцьо-кцьо — цонь-цонь і цько-цько[27]
  - вигуки, яким кличуть курей, качок: тютінька-тю-тю-тю-тю, тась-тась-тась-тась.
  - вигуки, яким кличуть корів: хойці, хойці на-на.

### Межі з подільським говором
На сході річкою Збруч наддністрянський говір межує з подільським.
Наддністрянський говір від подільського відмежовується ізоглосами явищ (першими при протиставленні подаються риси подільського говору, другими — наддністрянського):
- голосний звук на місці давнього ятя в іменнику відро: відро — видро[22];
- наявність і відсутність приставного голосного звука в дієслові іржати: іржати — ржати і іржати[14];
- голосні звуки о і е після шиплячих приголосних: шостий, вчора — шестий, вчера[9];
- голосні звуки на місці давнього носового ę в числівнику десять: десять і десіть — десіть[16];
- голосні звуки на місці давнього носового ę в кінцевому складі: ягня — ягнє;
- перехід голосного а після м'яких приголосних в е та і: фасоля — фасоле і фасолі;
- звукова будова іменника цвях: цьвях — цьвих і цьвех;
- звукова будова іменника коцюба: коцюба і коцюба — кацюба;
- звукова будова іменника зозуля: зузуля і зазуля — зазулє і зазулі[30];
- звукова будова іменника золото: золото — злото і золото;
- звукова будова іменника війт: ві'йт — віт;
- звукова будова дієслова мандрувати: вандрувати — мандрувати;
- звукова будова іменника граната: граната — ґраната;
- звукова будова іменника гадюка: гадюка — гадюга (з проривним другим г) і гадюка;
- словотвірна будова іменників — назв листя картоплі, буряків: картоплиня, бараболиня, бурачиня — бараболянка, бурачанка[31] а таже бобувєнка, бурачинє;
- форма орудного відмінка множнини іменника гість: гістьми і гостями та гостями — гостема і гостіма;
- форма називного відмінка складених числівників: два з половиною, три з половиною — півтрета, півчверта;
- форма називного відмінка числівника дев'яносто: дев'яносто і девиносто — дев'ядесет, дев'їдесет, деведесєт;
- форма називного відмінка числівника двісті: двісті і двіста — деїста;
- форми 1-ї і 2-ї особи однини теперішнього часу від дієслова лити: ляю, ляєш — лєю, лєєш;
- особові форми дієслів II дієвідміни теперішнього часу з основою на губний приголосний: люблять, ловлять — люб'ять, лов'ять;
- сполучник що: шо — же і шо;
- сполучник щоб: шоб — жеби і жиби;
- поширення словосполучень: взяв ножа, перекинув воза і взяв ніж, перекинув віз — взєв ніж, перекинув віз;
- поширення конструкцій: у хлопця нема грошей — хлопец не має грошей і у хлопцє нема грошей;
- вживання слів:
  - на позначення будівлі для свійських тварин: хлів і обора — стайне;
  - кварти пити воду: кварта — горнє і банячок;
  - скатерті: скатерка і обрус — обрус;
  - воза для зерна, картоплі: бестарка — ґара;
  - райдуги: радуга — дуга[11];
  - господині: хазяйка і господиня — ґосподині і ґаздині[32];
  - вагітної жінки: бережена, груба і вагітна — груба і вагітна[33];
  - короткозорої людини: близорукий і короткозорий — короткозорий[34];
  - почекати: почекати і підождати — зачекати[35];
  - захворіти: занедужати і заслабнути — заслабнути;
  - кумкають (про жаб): квакають — рахкают[12];
  - вигуки, якими кличуть коней: ксьов-ксьов і цонь-цонь — цісь-цьов[25].

### Межі з волинським говором
Волинський говір від наддністрянського по лінії Белз—Мости Великі—Буськ—Золочів—Збараж до Збруча відмежовується рисами:
- голосні звуки на місці давнього е в іменнику мед: мед — мід[36];
- голосні звуки на місці давнього носового ę після приголосного р: запряжу — запріжу і запрєжу[18];
- голосні звуки на місці давнього носового ę після губних приголосних: пам'ять і памнять — памніть;
- початкові приголосні звуки в дієслові мандрувати: мандрувати — вандрувати;
- початкові приголосні в іменнику квасоля: пасоля і квасоля — фасолі;
- звукова будова іменника ложка: ложка — лишка;
- звукова будова іменника війт: війт і вуйт — віт;
- звукова будова прикметника різний: різний — ріжний;
- приставні приголосні перед о: горати, горіх — ворати, воріх;
- твердість і м'якість приголосного л в іменнику мельник: мелник — мельник;
- м'якість і твердість приголосного ц в іменнику нецьки: нецьки — нецки;
- форма орудного відмінка однини іменників І відміни м'якої групи: долонею і долоньою — долонев, долонем і долоньом;
- форма місцевого відмінка іменників І відміни м'якої групи: у землі, на ріллі — у земли, на ріли;
- форма родового відмінка однини іменників III відміни: солі, злості — соли, злости;
- форма давального відмінка однини іменників II відміни м'якої групи: коневі, женцеві — коневи, женцеви;
- форма місцевого відмінка однини іменників II відміни з основою на -ц: у кінці, вінці — у кінци, вінци;
- форма давального відмінка однини іменників IV відміни з суфіксами -ат-, -ят-: лошаті, теляті — лошету, телєту і лошєтови, телєтови і лошитю, тєлєтю;
- форма орудного відмінка однини іменників IV відміни з суфіксами -ат-, -ят-: лошам, телям — лошетом, телєтом;
- форма називного відмінка числівника дев'яносто: дев'яносто і девиносто — дев'ядесєт і девідесєт;
- форма 2-ї особи однини теперішнього часу дієслів дати, їсти: даси, їси і дасиш, їсиш — дась, їсь і даш, їш;
- варіанти сполучників що, щоб: шо — же і шо; шоб і шоби — жеб, жеби і шоб, шоби;
- варіанти частки ся: ся — сі, си, се;
- вживання словосполучень: після обіду, війни і по обіді, війні — по обіді, війні;
- вживання словосполучень типу взяти ножа: взяв ножа — взєв ніж;
- вживання слів на позначення:
  - горища: гора — стрих;
  - шматка: кусок — кавалок і кавальчик[37];
  - курчати: курча — курі, курітко, цєпітко[38];
  - дятла: дятел — довбач[39];
  - дядька: дядько — вуйко[40];
  - яблука: яблуко — япко;
  - берегти: берегти — пильнувати[41];
  - навстіж: навстіж і навстежень — нардствір.

## Генеза наддністрянського говору

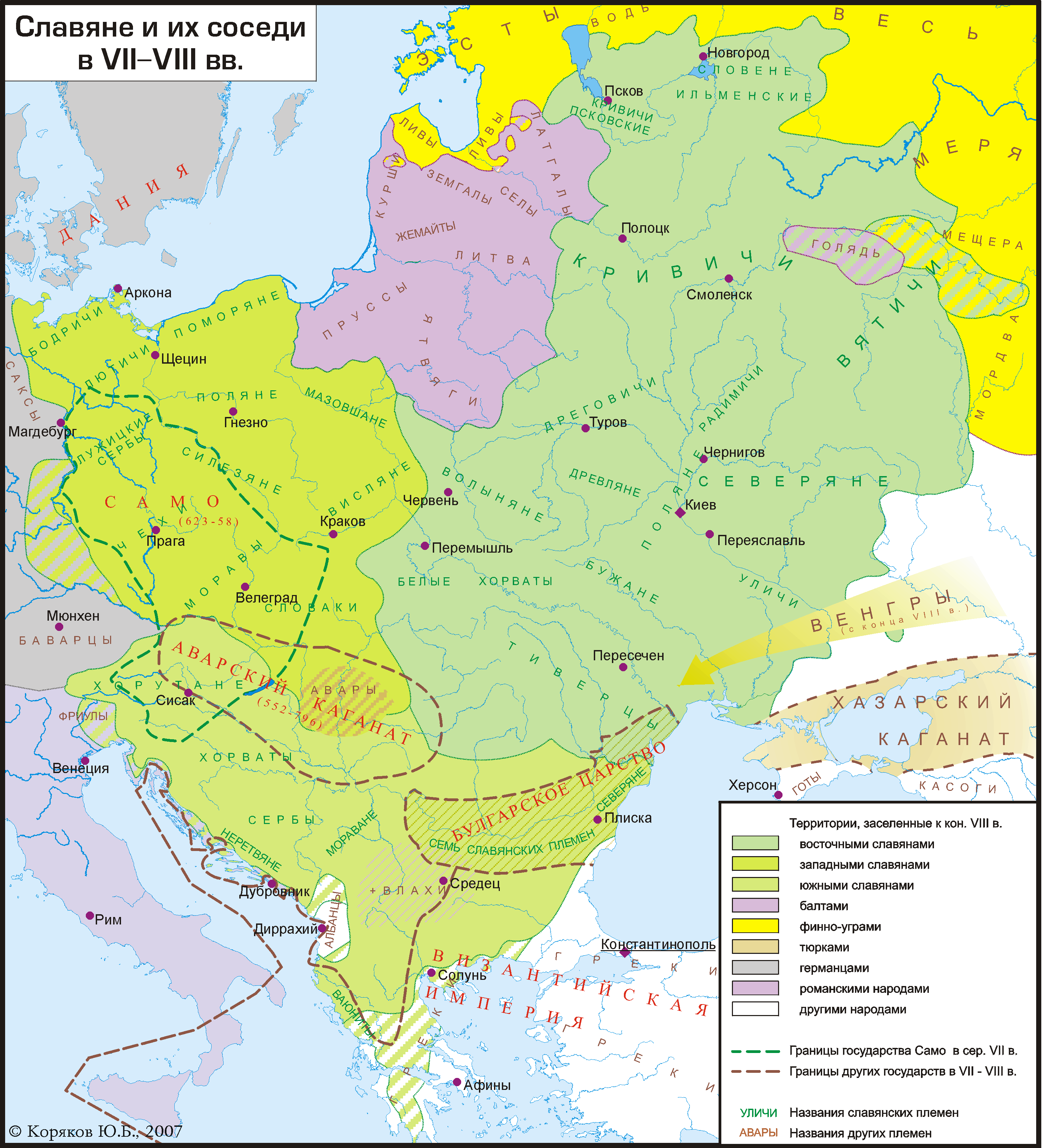
Мапа розселення східних слов'ян у 7-8 століттях

За своїм місцем і значенням у системі південно-західних діалектів наддністрянський говір є основним, найбільшим за територією поширення і найвпливовішим серед південно-західного наріччя. Він впливав на суміжні бойківські, надсянські, волинські і буковинські говірки
Щодо походження наддністрянського говору в українській діалектології існують різні думки, однак спеціальні дослідження поки що відсутні. Однією з поширених думок про генезис наддністрянського діалекту є твердження про те, що цей говір — це власне ареал підплитових і ґунтових безкурганних могильників Х-ХІІІ ст., який колись був заселений дулібами. Досліджуваний говір історично пов'язаний з діалектом племінного союзу дулібів.
Іншої думки щодо цього дотримувався Гаврило Шило: «…порівняння наддністрянських говірок з подільськими наводить… на думку, що як предками подолян, так і предками наддністрянців… були уличі Племінний діалект уличів ліг … в основу і подільських, і наддністрянських говірок». Це підтверджують і літописні свідчення: «По Днѣстру, присѣдяху к Дунаеви… оли до моря…» (Лаврентіївський літопис); «по Бугу и по Днѣепру и присѣдяху к Дунаеви… оли до моря» (Іпатіївський літопис) — жило плем'я уличів. Новгородський перший літопис молодшого зведення розповідає про переселення уличів: «и бѣша сѣдяще Углицѣ по Днѣпру вънизь…».
На думку вчених, територія північного Прикарпаття в доісторичні часи заселялася величезним союзом білих хорватів. Це плем'я займало територію від Західного Бугу та верхів'їв Пруту й Серету на сході до річки Ніси й верхів'їв Лаби. Броніслав Кобилянський зазначає: «…численні південноруські племена уличів і тиверців жили до кінця X ст. між Дністром і Прутом та Дністром і Південним Бугом аж до Чорного моря і гирла Дунаю. На півночі вони межували з прикарпатськими хорватами і дулібами». В «Історії Української PCP» (1977) зазначено, що район Прикарпаття населяли племена хорватів, які утворювали великий союз племен. Союз східних слов'ян розпався близько XII ст. Оскільки до території північного Прикарпаття входять теперішні Львівська та частина Тернопільської області, випливає, що предками сучасних носіїв наддністрянського говору були білі хорвати, а не уличі. Останні жили у нижньому Придніпров'ї, Побужжі й на берегах Чорного моря. На думку вчених, під тиском печенігів уличі відійшли на північ. Окрім того, як справедливо зазначає Ф. Жилко, сусідами дулібів на півдні були хорвати, які жили басейні верхнього Дністра та на Підкарпатті.
Таких же поглядів дотримується й історик Лев Войтович, який вказує на те, що після переселення частини хорватів у Паннонію та Далмацію, решта хорватських племен у IX-Х ст. розташувалася від середньої течії Дністра на сході до верхньої течії Вісли та Лаби на заході. У IX ст. хорватські землі по річку Стрий були складовими держави Святоплука Моравського, а наприкінці X ст. карпатські хорвати вздовж Дністра та Сяну були приєднані до Русі Володимиром Святославичем. Отже, в середині X ст. Біла Хорватія простяглася від витоків Вісли через басейн Сяну десь до середньої течії Дністра і верхньої течії Пруту.
Не можна погодитися з однозначним твердженням Г. Шила про те, що подільські говірки у своїй основі є нічим іншим, як наддністрянським типом говірок із деякими лише рисами південноволинського говору та південно-східного наріччя. Не погоджується з такою думкою Гаврила Шила також і Олекса Горбач. Наддністрянський і подільський діалекти — це дві окремі самостійні системи, які мають свої характерні особливості та ознаки. Наддністрянський діалект від подільського відмежовують численні лексичні ізоглоси.

### Ареал наддністрянського говору в минулому
Територія наддністрянського діалекту визначилася в межах Звенигородської землі (VIII — X ст.), пізніше — Звенигородського князівства (XI—XIII ст.), а потім — Львівської землі (XV—XVII ст.). Залежно від різних чинників історії, на території наддністрянського діалекту відбувалися інтенсивні афронтальні контакти різних діалектних елементів і фронтальні контакти з сусідніми волинським, подільським, бойківським і покутським говорами.
Належність ареалу наддністрянського діалекту протягом кількох віків до території Руського воєводства позначилася на зміщенні його ізоглос у бік регіону бойківського діалекту, а також і в південно-східному напрямку до покутського говору. Саме тому його межа з бойківським говором дуже невиразна. Бойківські ареальні опозиції в час відходять на південь під тиском наддністрянського діалекту.
Так, Дмитро Бандрівський у праці про говірки колишнього Підбузького району Львівської області, що належать до північної частини бойківського діалекту, робить переконливий висновок про їхні фонетичні особливості: «…фонетична система говірок Підбузького району як і суміжних підкарпатських районів, втрачає фонетичні риси бойківських говірок і наближається до фонетичної системи наддністрянська говірок». Про те, що наддністрянські говірки відчутно впливають на бойківські, свідчать численні наддністрянсько-бойківські лексико-семантичні ізоглоси. За попередніми підрахунками, понад 30 % наддністрянських лексем відомі бойківським говіркам.
Колись ареал наддністрянського діалекту сильніше виявлявся на південному сході (у басейні Дністра у напрямку до покутсько-буковинського говору). На території Покуття він поширився аж до бар'єру мовного спілкування — північного кордону Молдавського князівства, а тепер — північної межі буковинського говору.
Політичний кордон, який існував між Волинню й Галичиною, полишив відчутні сліди в мові населення цих земель

## Фонетика
До фонетичних рис наддністрянського говору належать:
- шестифонемна структура наголошеного вокалізму[61]:

- варіювання ненаголошеного вокалізму залежно від ступеня протиставлення фонем о : у, е : и, і : и і від особливостей кожної говірки[62]:

перший тип є найпоширенішим;
- перехід а (з *а, *ę) після м'яких (чи колишніх м'яких) приголосних в е, і, и (гарьи́чий, дє́кувати, сажі); в окремих говірках цей перехід здійснюється лише під наголосом;
- укання (коулиха́ти, бжула́, ско́ру);
- зміна ненаголошеного голосного е в і (и) після м'якого приголосного (спéч'іна, ти́х'і);
- наявність протетичного приголосного в (ў) перед о, у та і (<*о) (ворíх, вогірóк, віс);
  - у ряді випадків на місці протетичного в постав л (лотáва «отава», лóкунь «окунь»);
  - перед початковим а, і поширений протетичний й (йакурáт, йінди́к);
- збереження м'якості шиплячих шь, чь і, відповідно, давнього е після них (ш’éстий, вечєрíти);
- на місці давніх сполук ки, хи в ненаголошеній позиції розвинулися сполуки кі, хі (глибóкій «глибокий»), у наголошеній — кє, хє (лихє́й «лихий»);
- стягнення сполук ій > і (віт «війт»);
- неоднаковий розвиток сполук губний приголосний + j:
  - збереження цієї сполуки (свйáто, цвйах);
  - втрата j з наступним м'якшенням губного приголосного (жáбічий, цвях);
  - втрата j без м'якшення попереднього приголосного (цвах, свато);
  - поява на місці j епентетичного ль, рідше — нь (здоровлє, памніть);
- різна рефлексація рь — як рь, рй чи р (зоря, зорйа, зора);
- оглушення дзвінких приголосних у кінці слова і перед глухими приголосними;
- функціональне ослаблення фонеми [в] в одних позиціях (на початку слова може втрачатися — паў «впав», мíти «вміти», а в сполуці ви заступатися на м — дамнó, рíмний) і посилення в інших позиціях (твердий л у кінці слова і складу часто заступається на в/ў — пóпіў, стіў, гоўка);
- функціональне посилення окремих фонем:
  - дж, дз (сáджє «сажа», дзернó «зерно», дзеилений);
  - кь, ґь внаслідок змін ть в кь, дь в ґь (скінá «стіна», наґійя «надія»);
  - ґ — в запозичених словах та внаслідок зміни к > ґ (смирéґа, гадю́ґа);
  - ф (фали́ти, фóрий, фíра);
- неоднаковий розвиток давніх сполук trъt як -ир (кирни́ця), -ри (кривáвий, дривá), -ро (брóви);
- втрата довготи м'якими приголосними у формах іменників середнього роду (жикє́, насíнє);
- втрата м'якості ць у кінці слова (хлóпиц, жнец);
- нерегулярний розвиток окремих давніх голосних — *ě > у (дюрá «діра»), *ě > и (видрó), *о > а (зазýля), звукосполуки лн в л:, н: (мéлник > мéл: ик, мéн: ик), рн в рл (терни́ця > терли́ця);
- у ряді говірок кінцеві г, й ослаблені, зникають (порі «поріг», сні «сніг», гроше «грошей», ті гáрні «тій гарній»);
- вимові м'яких приголосних зь, сь, ць, дзь властивий більший ступінь м'якості, ніж в інших діалектах та літературній мові.

Наголос у наддністрянському говорі динамічний. Особливістю є наявність парокситонового наголосу займенників (мо́го, тво́го), дієслів 1-ї особи II дієвідміни (хо́джу, про́шу, зрідка — си́джу, ле́чу), деяких іменників (тру́на, коче́рга), а також подвійного наголошування дієслів (пі́ду — піду́, пі́де — піде́, пі́демо — піде́мо та ін.).

## Граматика і словотвір
Специфіку наддністрянського говору у граматиці творить набір закінчень і засобів формотворення словозмінних частин мови, зокрема
- закінчення іменників:
  - жіночого роду в орудному відмінку однини -оў, -еў, зрідка -ом, -ем (зеимле́ў, душе́ў, голово́ў, ного́м, со́лем), в родовому відмінку однини -и (ріли́, зеимли́, но́чи, любо́ви), в родовому відмінку множини -іў, зрідка -уў (бабі́ў, козі́ў, козуў);
  - чоловічого роду — в давальному відмінку однини з основами на твердий приголосний -ови (бра́тови), з основами на м'який приголосний -еви, -ови (коне́ви, коно́ви), в орудному відмінку однини -ом, рідше -ем (коно́м, дошче́м), в місцевому відмінку однини -і, -и (на ду́бі, у кінци́), у давальному відмінку множини -ом, -ем, -ім (коні́м, коне́м. коно́м), в орудному відмінку множини -ами, -еми, -ема, -іма (гостя́ми, гостє́ми, гостє́ма, гості́ма), у місцевому відмінку множини -ох (на зятьо́х; так само і множинні іменники — на грудьо́х, на дверо́х);
  - середнього роду колишніх іменників t-основи — у род. в. одн. -(ат’)і, -(ат’)а, -(ат)а (тел’áт'і, тел’áт'а, тел’áта), у дав. в. одн. -(ат)у, (ат’)у, (ат)ові; в ор. в. одн. -(ат’)ом, -(ат)ом;
- у прикметниках наявність стягнених форм у називному відмінку однини чоловічого роду (до́бри), давального і місцевого відмінків однини жіночого роду (мо́лоді «молодій», так само — ад'єктивні займенники); асимілятивні зміни при творенні форм вищого ступеня порівняння прикметників (моло́ч: и);
- у числівниках — формальна структура числівників оде́н, йідéн, йедéн, шти́ри, одинáйціть (йединáйцік); форма орудного відмінка двума́; творення складених числівників за моделлю піўтретя́, піўчвертá, девйідесє́ть (девидесє́к), дві́ста і два́сто;
- у займенниках — збереження давніх енклітичних форм давального відмінка ми «мені», ти «тобі»; відмінкових форм — знахідного відмінка не́го «його», орудного відмінка неў, тоў «нею», «тією»; вказівного займенника тамто́й «той»;
- у дієвідмінюванні: інфінітив на -чи від дієслів з основою на задньоязиковий приголосний (пе́чи, стри́хчи); формі 1-ї і 2-ї особи однини теперішнього часу: лє́йу, лє́йіш, 3-ї особи однини і множини теперішнього часу з кінцевим т (хóдит — хóдят); паралельне вживання закінчень 1-ї особи множини теперішнього часу -мо і -м (несе́мо/несе́м, хóдимо/хóдим); нульове закінчення 2-ї особи однини теперішнього часу атематичних дієслів (дась, йісь «даси», «їси»); паралельне творення форм 1-ї особи однини майбутнього часу бу́ду бра́ти і бу́ду браў, 1-ї особи однини і множини минулого часу ходи́ў і ходи́ўйім, ходи́вем, роби́ли і роби́лисмо; форми умовного способу за моделлю даў бим, даў бис.

Специфіка наддністрянського говору у словотворенні зумовлена:
- наявністю локальних афіксів -май, -мак (глушма́й, глушма́к «глухий»), -кут (ліўку́т «лівша»), -уйемци (покрадуйе́мци «крадькома»);
- функціональним посиленням окремих афіксів -иск(о) (льо́ниско, віўси́ско «поле після льону, вівса»), -анк(а) (барабольа́нка «листя картоплі»), -а́льник (копа́льник «копач»).

## Лексика
Зиновій Бичко у своєму дослідженні «Лексика наддністрянського говору» виділив такі основні способи номінації лексики у цьому діалекті:
- семантична деривація — плахта, верето, рядно;
- афіксальний словотвір — обгортка, фарбаня;
- словоскладання — заячий холодок.

У наддністрянському говорі часто спостерігаються явища семантичних переходів і зміщень як у межах однієї говірки, так і в різних говірках. Наприклад, семема садиба в деяких говірках може реалізуватися лексемою ґрунт, у той же час остання в інших говірках репрезентується значенням «земля, яка належить до господарства». Як видно, остання семема є більш семантично ширшою порівняно з першою.
У північній частині говору немає семантичної диференціації у слові горище. Зате у говірках Бережанщини семема «горище над хатою» маніфестується лексемою кишки, а семема «горище над хлівом» — горище. Подібне бачимо і у семантичній структурі лексеми ванькир. В одних говірках вона може репрезентувати семему «мала кімната», в інших бачимо звуження семантики в напрямку «мала кімната» > «спальня» > «кухня» (Стрийщина, Жидачівщина). Отже, діалектний наддністрянський лексичний матеріал є вдячним у плані виявлення динаміки лексико-семантичної системи. Є говірки, де слово мисник має лише значення «шафа для тарілок», але трапляються випадки, коли це слово побутує з ширшим значенням — «шафа для посуду» без будь-якого семантичного маркування.
Частина діалектної наддністрянської лексики може маркуватися диференціацією за віком носіїв говору. Так, для мовлення старшого покоління характерні слова маринарка, креденц, софіт, софа, вуйко і стрийко, а мовленню молодшого покоління притаманні лексеми піджак, буфет, стела, тапчан, дядько.
Семантична система лексики наддністрянського говору є відкритою і поповнюється, насамперед, словами з літературної мови, активно вбирає вона в себе також іншомовні запозичення; велика частина проаналізованої лексики вже відійшла у пасивний словниковий запас, вона притаманна сьогодні тільки мовленню дуже старшого покоління. Аналіз діалектної лексики Наддністрянщини виявив численну кількість ізоглос, що продовжуються в бойківському, волинському, буковинському, подільському, надсянському говорах. Зрозуміло, що існує величезна кількість спільних явищ, які фіксуються навіть у дистактних із наддністрянським говорах. Про це свідчать відповідні діалектні словники та Атлас української мови.
Ареалогічна характеристика досліджуваної лексики дає підстави стверджувати, що діалектний словник наддністрянського говору на сьогодні є чіткою і структуралізованою динамічною лексико—семантичною системою, а сам ареал діалекту відбиває певну тенденцію до розширення в напрямках бойківського і, почасти, волинського говорів (І. Матвіяс, Г. Шило, М. Онишкевич, С. Бевзенко).

### Запозичення
Переважна більшість лексем сягає загальнослов'янських коренів, а частина з них поширена у східнослов'янських мовах (гора, стодола, хата, сорочка, куйко). Поряд з цим, у лексиці досліджуваного говору побутує значна кількість запозичень із інших мов, зокрема польської, німецької, словацької, угорської та ін.
З польської мови до наддністрянських говірок були запозичені слова варґа (губа), варґатий (губатий), вендзідло (вудилище), відельці (виделка), гарбата (чай), ґудз (вузол), дзюра (діра), запалка (сірник), застрик (укол), змулоцько (людина, яка молотить ціпом), їнчити (ячати), кобіта (жінка), нендза (нужда), нецькі (ночви), мидлиця (таз), позлітка (фольга), стонґа (стрічка), таний (дешевий), тлушч (жир), цвинтар (кладовище).

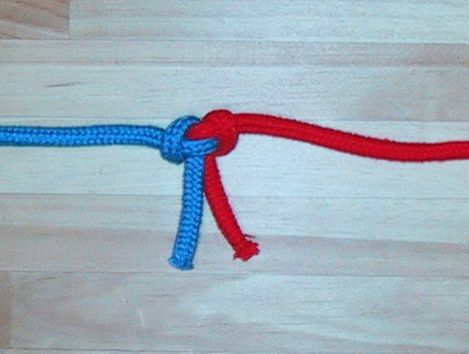
Загальновживане слово ґудз є польським запозиченням

Багато лексем адаптувалося в наддністрянських говірках із церковно-релігійної сфери. 600-річне перебування Галичини під потужним впливом польської мовної стихії залишило слід у наддністряких говірках. Усі західні лексичні запозичення (численні німецькі, почасти італійські та французькі) пройшли через польський фільтр, що позначився бодай у наголосі. Полонізми становлять чи не найчисленнішу групу запозичень. Через польську мову пройшли релігійні, медичні й суспільні терміни, навіть англіцизми й деякі богемізми. Властиві полонізми — це вислови з суспільно-товарної й адміністративно-політичної ділянки, з термінології торгівлі, ремесел і різні за емоційним характером слова.
Німецькі запозичення почали проникати в наддністрянський діалект із 14 ст., наприклад, вінчувати, банта, до новіших належать лексеми байцувати, бамбетель. Як відзначає Роман Смаль-Стоцький, германізми — це вислови з військового побуту, адміністративного й суспільного життя, з ділянки ремісничої термінології, торгівлі, міського побуту, хліборобства тощо. 3-поміж германізмів є чимало висловів, поширених під час німецької окупації в роки Другої світової війни. Сьогодні найбільш вживаними в досліджуваному говорі є германізми: гарасівка (червона стрічка до коміра сорочки), гафтка (дротяна застібка), деко (верхня дощинка скрипки), зацерувати (заштопати), зицирувати (муштрувати), клюцкі (локшина), мутра (гайка на осі воза), пляц (місце), рипитувати (голосно плакати), рубзак (рюкзак), цайґ (бавовняна тканина), цуґ (протяг), цвібак (печиво), шнайза (просіка), шубир (засув у комині), шуба (піна), шуфриґіл (засувка) та багато інших.
Румунізми в наддністрянському говорі служать здебільшого для позначення назв одягу, їжі, термінів побуту пастухів: гурма (юрба), ґазда (господар), ґірдан (жіноча прикраса на шию), джаґан (кирка), задзіндоритися (стати пихатим), килавий (хворий на грижу) кулястра (молозиво), малай (кукурудзяний хліб), манькут (жебрак), мамалиґа (каша з кукурудзяного борошна), румигати (пережовувати), сафандула (недотепа), фуяра (сопілка), цабанити (важко нести).
Через Карпати проникали також мадяризми: баґа (тютюн), ґанч (вада, хиба), дериш (чалий кінь), загирити (закинути, заховати).
Переважно як назви одягу, взуття, інших реалій в наддністрянському діалекті фіксуються лексичні елементи тюркського походження: булан (кінь жовто-червоної масті), галька (спідниця), ясік (невелика подушка), мешти (туфлі), пайда (великий шматок хліба), товар (худоба), цибух (держак у люльці), чічі (прикраса), шайка (банда).
Із єврейської мови в досліджуваному говорі побутує така леклика: бахур (підліток), гаман (жебрак), ярмурка (шапка), кантар (недоуздок), капцан (опущена людина), кучки (свято), маца (страва), миція (невидальщина), мишігин (несповна розуму), пейси (бакенбарди), пуриц (зарозумілий парубок), сабаш (вихідний день), скапарити (зварити будь-як), шубравиц (гидка людина).

## Історія виділення і дослідження

### Історія виділення наддністрянського говору

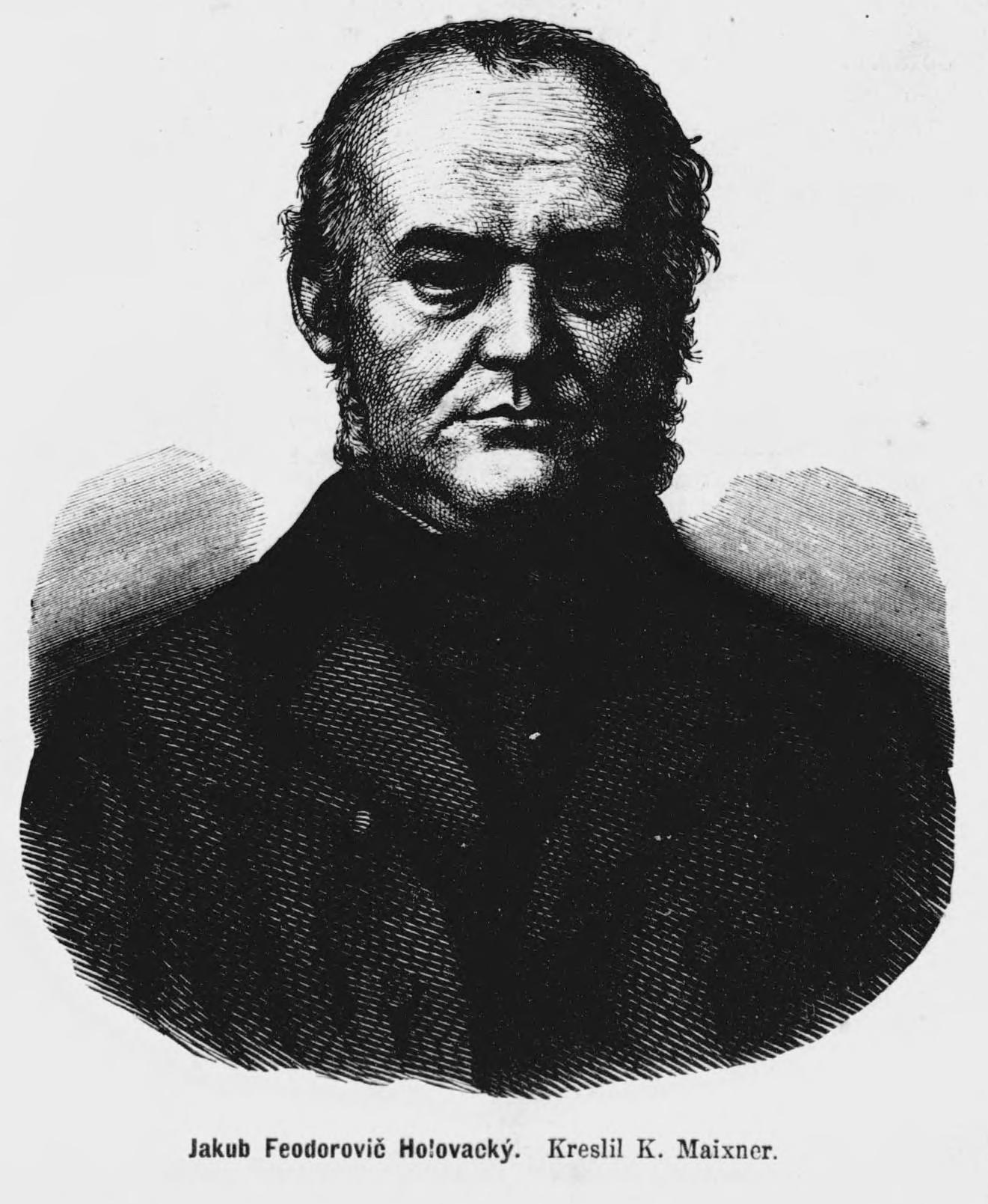
Яків Головацький у своїй доповіді «Розправа о языці южнорускім і о его нарічіях» (1848, Львівський університет) був першим вченим, хто звернув увагу на окремішність наддністрянського говору

Уперше наддністрянські говірки, осередком яких є місто Галич, виділив Яків Головацький 1848 р. у доповіді «Розправа о языці южно-рускім і его нарічіях», а також у підручнику 1849 р. «Граматики руского языка». У вченого наддністрянські говірки разом з буковинськими й гуцульськими утворюють галицьке чи наддністрянське наріччя. Через те, що на той час докладне вивчення говорів української мови ще не розпочалося, Я. Головацький зміг подати лише схематичну характеристику українських наріч, а не окремих конкретних діалектів. Однак здійснений ним поділ українського живого народного мовлення в цілому не суперечить сучасному членуванню українського мовного континууму.
Олександр Потебня спеціально не займався виявом групування діалектів, а лише принагідно вказав серед інших і на наддністрянський говір, за його термінологією, — «галицький». Учений пояснив творення в галицькому й взагалі південно-західних говорах закінчень орудного відмінка однини -ов, -ев.
Як сьогодні відзначають діалектологи, в XIX ст. найґрунтовнішим дослідженням діалектного членування української мови була праця Костя Михальчука «Наречия, поднаречия и говоры Южной России в связи с наречиями Галичины», написана 1871 р.. К. Михальчук наріччя й говори виділяв не тільки на основі суто мовних рис, але й враховував розміщення в минулому східнослов'янських племен, різні міграційні чинники пізніших часів, етнографічні відомості, топографічні особливості відповідної території тощо. На першій лінгвістичній карті діалектної української мови К. Михальчук називає галицьким те піднаріччя, яке входить у русинське наріччя. Межі наддністрянського діалекту, які подає вчений, майже збігаються із межами, окресленими на підставі сучасних найновіших свідчень. Кость Михальчук відмежовує досліджуваний говір від інших діалектів (подільсько-холмського, карпатського) умовною лінією приблизно між населеними пунктами Перемишль — Борислав — Долина, а далі на південь карпатським хребтом. Від Михальчукових праць відштовхуються дослідники й у сучасному розв'язанні проблеми діалектного членування української мови.
Поклавши в основу лише одну фонетичну рису (різне відбиття етимологічних о, е в історично нових закритих складах) Олексій Соболевський у праці «Опыт русской диалектологии: 3. Малорусское наречие» поділив українську мову на два піднаріччя: північнома-малоруське та українсько-галицьке. В останньому піднаріччі вчений виділив і охарактеризував галицький, тобто наддністрянський діалект.
Олексій Шахматов у дослідженні «До питання про утворення російських наріч» (1894 р.) найбільший у Галичині наддністрянський діалект називає «галицьким наріччям».
Агатангел Кримський і Олексій Шахматов у спільній розвідці «Нариси з історії української мови», аналізуючи, за їхньою термінологією, «західноруське наріччя», вказали в основному на діалектні ознаки наддністрянського говору: відокремлення частки -сі, -ся (я ся бою), відмінності в наголосі (хо́джу, прине́сла), тверде -т- у 3-й особі дієслів (ходит), тверду відміну прикметників на -ій (третий, трета, трете).
Іван Зілинський у праці «Проба упорядкування українських говорів» (1914) у західному піднаріччі виділяє також і наддністрянські говірки, називаючи їх «опільським говором». Учений відмежовує цей говір умовною лінією, яка проходить через такі населені пункти: Рава-Руська р. Західний Буг — Золочів — Тернопіль — Теребовля — Чортків р. Дністер — Калуш — Болехів — Борислав — Самбір — Яворів Рава-Руська.
Розмежування наддністрянського діалекту І. Зілинським збігається, в основному, з сьогоднішнім визначенням ареалу цього говору. Проте новіші дослідження свідчать про те, що говірки між річками Серет і Збруч Зілинський відносить до подільського діалекту невиправдано. Щоправда, зафіксовано ряд ізоглос, які об'єднують подільський діалект і говірки між річками Серет і Збруч. Проте існує, водночас, чимало ізоглос, що розмежовують ці говори.

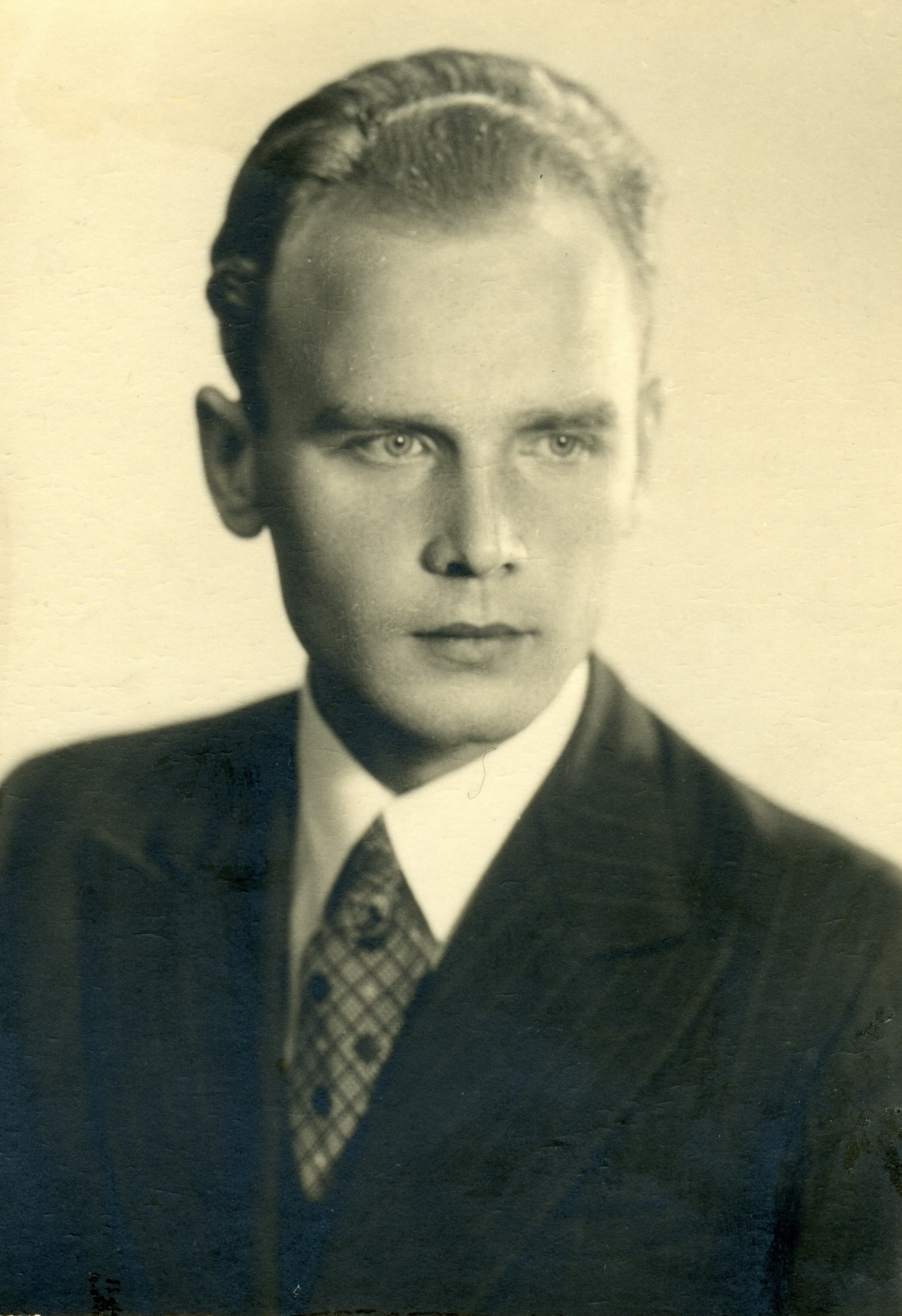
На думку Кароля Дейни, визначення говіркових волинсько-опільської та опільсько-подільської меж зумовлене історичними кордонами різних часів

Поряд із волинським і буковинським говорами виділяє окремо опільський говір Кароль Дейна, наводячи, водночас, чимало фонетичних ізоглос. На його думку, визначення говіркової волинсько-опільської межі зумовлене історичними кордонами різних часів. На сході наддністрянські говірки відмежовані від подільських густим пасмом ізоглос, що тягнуться вздовж р. Збруча. Ці риси К. Дейна теж пов'язує з колишніми історичними кордонами.
Гаврило Шило відзначає, що вже у XVI ст. існувала диференціація між південноволинським і наддністрянським говорами. Як К. Дейна, так і Г. Шило говірки між Серетом і Збручем, які попередніми дослідниками зараховувалися до подільських, відносять до наддністрянських говірок. К. Дейна визначив межу опільських і подільських говірок, а також частково волинських і опільських. Чітко визначається розмежування наддністрянського діалекту від суміжних надсянського, покутсько-буковинського, подільського та інших говорів південно-західного наріччя в спеціальних наукових монографіях та в сучасних посібниках з української діалектології.
М. Наконечний виділяє наддністрянський говір у «Програмі української діалектології». Ф. Жилко також вирізняє в південно-західному наріччі опільський діалект. Традиційно межі доліджуваного говору визначаються в навчальних посібниках Й. Дзендзелівського і І. Матвіяса.
Ярослав Рудницький у дослідженні «Українська мова та її говори» наддністрянський говір на сході (на пограниччі з подільським діалектом) обмежує річкою Серет. Територію між Серетом і Збручем відносить, за тодішньою традицією, до подільського говору.
Омелян Омецінський, виділяючи наддністрянський діалект з-поміж сусідніх говорів на півночі та на півдні, у праці «Мова Тернопільщини» наводить найважливіші ознаки, що об'єднують досліджувані говірки в один діалект. Вчений також пише, що наддністрянський діалект тягнеться схід до річки Збруч, південна його межа проходить не річкою Дністер, а на північ від неї умовною лінією Скала — Тлусте — Язлівець далі на захід. Північну межу з волинським говором визначає умовна лінія Броди — Залізці — Збараж — Підволочиськ.

### Історія дослідження наддністрянського говору
Історія вивчення наддністрянського говору бере початок 1848 р., коли професор Львівського університету Яків Головацький прочитав доповідь «Розправа о языці южнорускім і о его нарічіях», в якій багато уваги приділив сучасному наддністрянському діалектові (за термінологією Я. Головацького, «галицькому чи наддністрянському наріччю»). Яків Головацький до ареалу наддністрянського говору зараховував територію від верхів'їв річок Лімниці та Бистриці, Чорногори до річок Стрипи, Липи й верховин Гологір. Як основні риси наддністрянських говірок учений наводив такі: перехід а в е, а також закінчення -оу, -еу в орудному відмінку однини іменників жіночого роду. Учений подав лінії, що розділяють волинсько-подільське й наддністрянське наріччя, наддністрянське і гірське наріччя. Окремі місця наведених ліній Яків Головацький уточнив, називаючи ще деякі інші населені пункти.
Наддністрянським говіркам присвятили монографії такі видатні вчені, як: Дмитро Бандрівський, Іван Верхратський, Олекса Горбач, Кость Кисілевський, Василь Лев, Михайло Лесів, П. Приступа, Ярослав Пура, Ярослав Рудницький, Гаврило Шило, Кароль Дейна, Ян Янув.
У працях Івана Верхратського містяться чималі словники діалектних слів, зразки живого мовлення різних жанрів ареалу наддністрянського діалекту. І. Верхратський вивчав окремі гнізда та варіанти наддністрянських говірок (батюцькі, північно-західні), зокрема він побічно проаналізував батюцькі говірки околиць Жовкви, Рави-Руської, Яворова та ін. Учений вивчив також окремі говірки в басейні р. Висли (на південному заході сучасної Львівської області).

У «Наддністрянському реґіональному словнику» Г. Шила розглядається лексика наддністрянських говірок, а також перехідних і межівних середньобужанських, подільських та південноволинських

Гаврило Шило уклав словник наддністрянських говірок. Учений, крім північнонаддністрянських, розглядає також середньобужанські, подільські, перехідні до волинських і південноволинських говірки. У полі зору П. Приступи були перехідні говірки до середньонадбужанських населених пунктів Жовківщини й Куликівщини на північ від Львова. Ярослав Пура розглядає західнонаддністрянські, перехідні до бойківських, західнобойківські та східні надсянські говірки. Південно-західні говірки Самбірщини й західнобойківські говірки Турчанщини проаналізував Дмитро Бандрівський.
Чимало ґрунтовних і надзвичайно глибоких праць з української діалектології, зокрема присвячених наддністрянським говіркам, і лежать перу Ярослава Рудницького. Найголовніші з них: «Українська мова та її говори», «До бойківсько-наддністрянської мовної межі», «Львівський говір». Розвідка «Львівський говір» написана німецькою мовою, перше її видання побачило світ 1943 р., друге — 1952. Я. Рудницький довів, що українським діалектологам треба вивчати не лише говірки населених пунктів таких, як село, але не можна оминати такої мовно-територіальної одиниці, як місто. Ця праця — перше дослідження не лише про мову Львова, а справді перша праця про говір українського міста. Складається вона з культурно-історичних і мовно-географічних роздумів автора, а також із зауважень про методи і методику наукового дослідження такого типу. Далі йде ґрунтовний опис говору міста з погляду фонетики, морфології, синтаксису, історичного розвитку тенденцій львівського говору. Одна з найважливіших думок ученого — правомірність вживання терміна «львівський говір», а не «львівська говірка». Останній більше підходить до діалектної системи окремих сіл. У кінці праці додаються чималі тексти зв'язного мовлення, багатий словник і карта українських говорів, в основі якої лежить діалектне членування української мови професора Й. Зілинського. Хоча вчений свідомо обмежився дослідженням тільки одного львівського передмістя — Знесіння, проте це дало йому змогу робити висновок, що львівський говір — співіснування різних говіркових систем. Багато уваги в цій праці звернено на лексичну та семантичну систему говору Львова. Я. Рудницький зарахував, наприклад, до специфічних слів, притаманних львів'янам, такі, як: бадилькі («волосся»), хавіра («хата»), фалювати («йти»), капувати («розуміти»), сумер («хліб»), тримати штаму («дружити») та ін.
Проте наведені лексеми нині не вживаються у мовленні львів'ян, їх можна класифікувати як лексичні анахронізми. Деякі слова та словосполучення все ж (як от лоха дерти «кепкувати», шпарґа «сутичка», шукати ґудза «шукати зачіпку») можна почути як у говорі Львова, так і в інших говірках Львівщини сьогодні.
Кость Кисілевський гіпотетично наводить межі наддністрянських говірок лінією, що проходить через такі населені пункти: Хирів — Рудки — Щирець — Жовква — Золочів — Озерна — Гусятин — Заліщики — Перегінське — Болехів — Хирів. Учений виділяє із наддністрянських говірок в окрему групу т. зв. батюцькі говірки, про які І. Верхратський писав, що вони є підговором наддністрянського діалекту.
Олекса Горбач, крім опису окремих говірок (Теребовлянщини, Перемишлянщини, Комарнянщини), додає до праць великі діалектні словники. Межу наддністрянського говору він визначає орієнтовною лінією, яка проходить через такі населені пункти: Хирів—Мостиська-Яворів—Рава-Руська—Червоноград—Зборів—Микулинці—Кам'янець-Подільський— Заліщики—Товмач—Перегінське—Долина—Болехів—Хирів. Учений у сфері лексики виділив і проаналізував багато тематичних і лексико-семантичних груп: «тіло, прикмети людини, гігієна і медицина», «одяг», «взуття», «їжа та її приготування», «хата, будинки», «сад, город», «метеорологія», «тваринництво», «пасічництво», «фауна», «обробка матеріалів», «родинне і громадське життя», «повір'я, обряди».
Михайло Лесів відзначає, зокрема, що «надсянсько-наддністрянська мовна границя проходитиме частково вже на території Польщі, а саме: у північній частині колишнього Любачівського повіту та на південному окрайці колишнього Томашівського повіту». Вчений на конкретних прикладах виявляє і описує системні мовні риси, що вважаються характерними для наддністрянських говірок загалі. На думку М. Лесева, деякі слова розділяють саму територію наддністрянських говірок на кілька груп.
Про це детально пише також і К. Дейна. Він наддністрянський говір ділить на західну та східну (західноподільську) частини.
Огляд парадигми вивчення територіальної лексики наддністрянського говору серед інших у 2010 році здійснив Зиновій Бичко.

### Назва діалекту
«Наддністрянський» — назва, яка нині найбільше побутує серед українських діалектологів. Проте існує багато зауважень щодо неоднозначності цього терміну. За словами Зиновія Бичка:
|  | По-перше, коли говоримо «наддністрянський говір» співрозмовник, необізнаний з українською діалектологією, безперечно, буде собі уявляти розташування цього говору вздовж усієї те річки Дністер. Однак ця найбільша річка Галичини має довжину понад 1300 км. Течія Дністра також поділяється на верхню, середи нижню частини. Нижня частина річки пов'язується з бессарабськими, степовими говірками української мови. Сам же наддністрянський говір, як відомо, займає лише територію верхньої та середньої частин течії найголовнішої водної артерії Галичини. Отже, стає зрозумілим той факт, що до терміну «наддністрянський говір» прив'язувати гідронім буде алогічно. По-друге, ареал наддністрянського говору доволі обширний. Його північна межа проходить досить далеко від самої річки Дністер через Раву-Руську, Кам'янку-Бузьку, Буськ, Золочів, Збараж. Південна лінія-межа тягнеться через Добромиль, Старий Самбір, Борислав, Болехів, Надвірну, Долину. Вона також віддалена на чималу відстань від Дністра. Зважаючи на все це, недоцільно, досліджуваний ареал називати «наддністрянським». Виникає друге питання: чи можна називати його «галицьким діалектом»? Адже ж територія поширення наддністрянських говірок і основному збігається з територією Східної Галичини. Вважаємо, однак, що ні. Оскільки Східна Галичина є ширшим, родовим понятим, то, зрозуміло, цю широку назву не доцільно переносити на меншу територію, яку утворюють більші частини Львівської, Тернопільської та північна частина Івано-Франківської областей. |

Назва «опільський говір» уперше поряд з новим терміном «наддністрянський» з'являється на карті українських говорів Івана Зілинського. Яків Головацький виділяє у своїй граматиці української мови, а також в інших працях наддністрянське наріччя, зараховуючи сюди й наддністрянські говірки. Всеволод Ганцов у 1923 році вживав лише назву «наддністрянські говори», але в ширшому понятійно-територіальному обсязі: до наддністрянських говорів він зараховував, за його термінологією, галицькі й буковинсько-подільські говірки.
Польські діалектологи ще й сьогодні вживають обидві назви. Кароль Дейна так пояснює сенс уживання назви «опільська говірка»:
|  | Можна застосовувати назву «опільська» через те, що термін «наддністрянський говір» охоплює дуже широку територію, позаяк над Дністром лежить ряд інших говорів |

Він також вважає, що назва «наддністрянський говір» не віддзеркалює дійсного стану, бо говірки, розташовані над Дністром, і не лише на його південному березі, але й доволі широкій смузі на північ від нього, виявляють багато ознак, і поєднують його із буковинськими говірками. Говірки, на думку вченого, між верхів'ями Дністра та Західного Бугу розташовані в Опіллі. Тому говір, до якого ці говірки належать за своїми ознаками, Кароль Дейна називає «опільським».
Владислав Курашкевич у «Нарисі східнослов'янської діалектології» як основну назву вживає «опільські говірки». Омелян Омецінський послідовно використовує також термін «опільські говір». Таку ж назву має наддністрянський діалект у «Програмі з української діалектології» Миколи Наконечного.
У монографії Ярослава Рудницького зустрічається термін «опільські говори». Олекса Горбач у праці «Говірка Комарного й Комарнянщини» зауважив, що «звали його ще невірно „опільським“ чи „галицьким“». Тут він не погодився з Каролем Дейною, навівши як переконливий аргумент той факт, географічне Опілля — це тільки назва для «лісисто-горбкуватого Західного Поділля на схід від Львова». У статті «Говірки Теребовельщини» подано дві паралельні назви «наддністрянські та опільські говірки». В «Енциклопедії українознавства» Олекса Горбач із південно-західної групи виділив наддністрянський діалект, однак навів поряд у дужках назву «опільський».
У сучасних українських діалектологічних дослідженнях знаходимо іноді в дужках назву «опільські говірки» поряд з основною «наддністрянські». Наприклад, Федот Жилко пише: «Основні та, може, найтиповіші для південно-західних діалектів є наддністрянські опільські говірки». А вже у монографії «Нариси з діалектології української мови» натрапляємо лише на назву «наддністрянські»: «Серед південно-західних діалектів найхарактерніші наддністрянські говірки».
Прикметник опільський походить від власної географічної назви Опілля, яке займає всю західну частину Подільської височин (Львівська, Тернопільська та Івано-Франківська області).

## Членування наддністрянського говору
Чимало діалектного лексичного матеріалу в ареалогічному аспекті наочно засвідчує той факт, що наддністрянський діалект не є територіально цілісним і однорідним, а виразно членується на західну і східну (річка Свіча — м. Золочів), а також на північну і південну (середня течія річки Дністер) зони.
Наддністрянський говір приблизно рікою Дністер розділяється на північну і південну частини, які за «Атласом української мови» розмежовується явищами (першими наводяться риси північних наддністрянських говірок, другими — південних):
1. звукова будова іменника блоха: блоха — блиха;
2. початкові приголосні в іменнику хвіст: фіст — хвіст і фіст;
3. початкові приголосні в прислівнику смерком: смерком — змерком;
4. наявність і відсутність приставного приголосного в перед голосним о: восінь, возеро — осінь, озеро;
5. словотвірна будова іменника лівша: лівкутник і малькутник — лівак і лівшак;
6. словотвірна будова іменника бияк: бияк — билень;
7. словотвірна будова іменника праник: праник — пранник;
8. словотвірна будова іменника гадюка: гадюга (з проривним другим приголосним г) і гадюка — гадюга (з проривним другим приголосним г) і гадина;
9. словотвірна будова іменників — назв поля з-під сільськогосподарських культур: льониско, гречаниско — ильнянка, гречанка;
10. форма 2-ї особи однини теперішнього часу дієслів дати, їсти: дась, їсь і даш, їш — даш, їш;
11. прийменник через: без і через — через;
12. словосполучення типу поїхав у ліс: поїхав до ліси — поїхав у ліс і поїхав до ліса;
13. вживання слів на позначення:
  1. горища в житловому будинку: стрих, вишки і гора — під і стрих;
  2. ночов: нецьки — корито;
  3. гойдалки: гойдалка і гойданка — колисанка і гойданка;
  4. наперстка в косі: перстень — обручка і перстень[131];
  5. капиці: капиці — вуголов, вуголово і капице;
  6. дятла: довбач і дятел — жовна, довбач і дятел;
  7. холодний день: зимний (день) — студений (день) і зимний (день)[132].

Кількома рисами наддністрянський говір приблизно по лінії ріка Свіч — Золочів поділяється на західнонаддністрянські і східнонаддністрянські говірки (при протиставленні першими подаються особливості західнонаддністрянських говірок, другими — східнонаддністрянських):
1. звукова будова іменника шкіра: скіра і шкіра — шкіра;
2. займенник, що вказує на близький предмет: той, та, те — сей, ся, се і той, та, те;
3. вживання слів на позначення:
  1. батога: батіг і бич — батіг[133];
  2. гарний: ладний і файний — файний[134].

### Тернопільська область
Найпоширеніші фонетичні риси говірок наддністрянського діалекту Тернопільщини:
- у наголошеній позиції звук а часто переходить у звук е: д'екувати, ш'епка
- в ненаголошеній позиції цей самий звук здебільшого збігається зі звуком і: тігнути, чірувати.
- часто зберігаються дуже давні звукосполучення гі, кі, хі: вогіркі, піскі, хілити.
- ненаголошений звук о часто наближається до звука у або повністю переходить у нього: рубити, бугата, вубиремок.
- фіксується приставний звук в перед і, о, у: возиро, вубруч.
- звук р систематично — твердий із виділенням й після р: пор-йадок, рйясно, рйад.

Особливості на морфологічному рівні проявляються у формах:
- ногов, руков, землев
- моєї, твоєї, своєї, тойу, твойов
- до него йде, у неї буде
- даш, йіш
- зроблений, білений, плетений (збігаються з відповідними формами у літературній мові, на відміну від волинського діалекту).

## Наддністрянський говір в художній літературі
Наддністрянські говірки були використані Якубом Гаватовичем в інтермедіях з 1619 року. Риси цих говірок прослідковуються також у творах Івана Вишенського, уродженця Судової Вишні, нинішньої Львівської області, на пограниччі надсянських та наддністрянських говірок, близько 1545 р., та у творах деяких інших західноукраїнських письменників, що писали давнішою українською літературною мовою.
Виразно видно наддністрянські говірки у збірнику Русалка Дністровая 1837 р., що поклав початок особливого напрямку в розвитку нової української літературної мови на основі південно-західних діалектів — т. зв. західно-український (галицький) варіант української літературної мови. Саме наддністрянський діалект мав основне значення у розвитку нової української літературної мови в Галичині. Тут можна згадати не тільки Руську трійцю з Маркіяном Шашкевичем на чолі, але й пізніших письменників, також Івана Франка, у творах якого так звані галицькі діалектизми в своїй основі виявляються наддністрянськими з пограниччя з бойківськими.

### Західноукраїнська мовно-літературна практика
Опільський діалект, територіально являє собою центр Галичини. Як відзначають дослідники І. Матвіяс, О. Горбач, Ю. Шевельов, поширенню ареалів опільських говірок сприяло і те, що в другій половині XIX — початку XX ст. вони об'єктивно лягли в основу західноукраїнського (галицького) варіанта української літературної мови. Розвиток національно-визвольних тенденцій на західноукраїнських землях глибше посилює галицький варіант у новій українській літературній мові, яка також формується і на опільській основі. На початку XX ст. посилюється вплив галицького варіанта літературної мови на східноукраїнський. Лексичний склад сучасної української мови має найширшу діалектну основу. Базою його, як відомо, є південно-східні говори. Через галицький варіант літературної мови до нього потрапила певна частина слів із південно-західних діалектів, із опільського говору зокрема.
Про значення наддністрянського говору у формуванні галицького варіанта української мови М. Жовтобрюх писав:
|  | Роль наддністрянського говору у формуванні галицького варіанта літературної мови цікава, досі неопрацьована й заслуговує на серйозну увагу. Можливо, замість слова «галицького» поставити «західноукраїнського» варіанта, оскільки цей варіант української літературної мови був поширений не тільки в Галичині, а й на Буковині. Думаю, що … варто подумати й над тим, що з наддністрянських говорів увійшло й до загальної сучасної української літературної мови через західноукраїнський варіант, а що й безпосередньо. |

Хоч опільський діалект був базою для формування лексико-семантичної системи західноукраїнського (галицького) варіанта літературної мови, в цьому процесі не стояли осторонь інші говори південно-західного наріччя.

## Приклад
Скуморо́хи
Кули́с’ були́, так’і́ с’п’іваки́ скумуро́хи і віт то́гуо на́зва сила́//.

За кн’аз’і́у га́лицких і воли́нс’ких сило́ Скумуро́хи належа́луо до кн’аз’і́у Вуолуоди́мира Воли́нс’кого//. В 1772 ро́ц’і По́л’шчу рузд’іли́ли і сило́ Скумуро́хи прилу́чеино до Галичини //. Скумуро́хи були́ кн’а́жес’кі/с’:піваки́ кн’аз’і́у вули́нс’ких і вуни́ ус’іли́ тут в Скумуро́хах меижи́ л’іса́ми над р’іко́йу Бу́гом//. За кн’аз’і́у воли́нс’ких і га́лицких було́ тут неидале́ко віт Скумуро́х над Бу́гом м’істе́чко Прилу́ки//. Кулу́ то́гуо м’і́ста була́ ши́беиниц’а і веили́к’і з’в’іри́нец’//.

Над Бу́гом йе муги́ла тата́рска/ де була́ кули́с’ би́тва с тата́рами і там ку́па тата́р’іу була́ зни́шчеина//.

Р’і́чка Бух мін’а́ла три ра́зи свуйе́ кури́то-русло́.

За Пу́л’шч’і́ Скумуро́хи нале́жали до гра́б’а Д’ідуши́цкуго, в’ін ме́шкау на Путо́риц’і//.